# 朦胧诗
朦胧诗，是中国大陆20世纪80年代争议最多、影响最大、最深远的诗歌流派，诞生于1970年代末、1980年代初“新启蒙运动”的大背景下，具有启蒙主义色彩和反叛意识。由于1978年12月创办于北京的诗刊《今天》的影响，朦胧诗派又称“今天诗派”。所謂朦胧诗，即以内在精神世界为主要表现对象，采用整体形象象征、逐步意象感发的艺术策略和方式来隐示情思，从而使诗歌文本处在表现自己和隐藏自己之间，呈现为诗境模糊朦胧、主题多义莫明等特征。
朦胧诗的代表詩人主要有北島、顧城、江河、楊煉、舒婷等。文化大革命（1966-1976年）结束后，朦胧诗派的诗人，经历过文革十年浩劫，面对理想破灭的迷茫现实，既有信念失衡、欲超越现实而无法超越的无奈，又有引导社会的激情，采用现代主义的艺术思路、感觉方式和传达技巧来作表现自己与隐藏自己之间的朦胧抒情。

## 风格特点
朦朧派詩歌普遍使用以意象表達思想內容的手法，反映對社會和人性的追求和反思。主流观点认为，朦朧詩是個人主義對文化單一與平均化現象的反思。朦胧诗以现实意识思考人的本质，肯定人的自我价值和尊严，注重创作主体内心情感的抒发，在艺术上大量运用隐喻、暗示、通感等手法，丰富了诗的内涵，增强了讀者的想象空间。

有人认为朦胧诗与同时期诞生的伤痕文学有一定关联，而朦胧诗代表人物之一的北岛认为：
我们在（《今天》）创刊号上惟一的评论文章，就是针对伤痕文学的，评的是伤痕文学的代表人物刘心武的短篇小说《醒来吧弟弟》。伤痕文学基本上是工农兵文艺的变种，是主流意识形态指导下的政治性表达，使文学再次成了工具，失去了文学的自主性和丰富性。

## 历史沿革

### 历史背景
朦胧诗可追溯至文化大革命时期的“地下文学”，主要是以70年代中期青年诗人食指（郭路生）、芒克（姜世伟）、多多（栗世征）、根子、北島等人为代表的“白洋淀诗群”。以及黄翔等人组成的“贵州诗人群”。他们的诗歌以手抄本的形式流传，其中食指的诗作《相信未来》广为流传，曾遭江青点名批评。有学者认为，食指、黄翔等人是“朦胧诗的先行者”，但也存在不同看法。
1976年10月文革结束，此后新诗创作进入新时期，诗坛致力于恢复“十七年文学”的诗歌传统。1978年10月11日，西单民主墙运动期间，作为“启蒙社”的发起人，黄翔与其朋友在北京王府井大街张贴了第一张启蒙性大字报《火神交响诗》，并散发了他们的油印《启蒙》杂志。1978年12月，中国共产党十一届三中全会召开，正式开启了改革开放，同时开启了80年代的新诗潮。

### 诗派创立
《今天》是1978年由北岛与芒克创办的民间诗歌刊物，地点在北京，该刊是朦胧诗派汇集的所在。由于《今天》發表了一批優秀的朦朧詩作品，所以也有人將朦朧詩派稱為“今天诗派”。当时的诗坛出现了不少诗群、诗派，如：“归来者”诗群、干预生活诗群、新边塞诗诗群和东海诗群、女性诗人诗群以及朦胧诗派。值得注意的是，这些诗歌流派并非相互独立，而是互有影响的，如北島、舒婷等朦胧诗派诗人亦属于干预生活诗群。
新兴的“朦胧体”诗风受到争议，从一开始就受到误读和谬见，甚至歧视和轻蔑，有批评者认为朦胧诗哀愁过多或读不懂。1980年，《诗刊》第8期发表署名章明的文章《令人气闷的朦胧》，该文以诗人杜运燮的一首诗《秋》为切入点（此前《秋》发表在《诗刊》1980年1期上），认为《秋》的用语让人感到稀奇、别扭，致人思想紊乱，而章明进一步评价此类诗晦涩、怪僻，并将此类诗体命名为“朦胧体”。
朦胧诗派具有启蒙主义色彩和反叛意识。1979年9月27日，《今天》编辑部协助北京民间美术团体“星星画会”，在中国美术馆东侧街头公园举办首届《星星美展》，但9月29日 《星星美展》即被北京市公安局东城分局正式公告取缔，并将存放在美术馆一楼东厅内的展品扣留。1980年9月，北京市公安局即通令《今天》杂志停刊。
“新启蒙运动”代表人物李泽厚率先公开对朦胧诗进行了肯定，《文艺报》1981年第2期发表了他的文章《画廊谈美》，为《星星美展》辩护。此外，1980年5月7日，《光明日报》刊登谢冕的《在新的崛起面前》一文，为朦胧诗辩护；该文与孙绍振1981年发表于《诗刊》的《新的美学原则在崛起》、徐敬亚1983年发表于《当代文艺思潮》的《崛起的诗群》，被后来的研究者并称为“三个崛起”，是为朦胧诗运动辩护的名文。

### 后期发展
1990年，《今天》文学杂志在挪威复刊，由北岛继续担任主编，其他编辑则散集世界各地。2005年，《今天》文学杂志网络版问世。

## 代表诗人

### 前期诗人

#### 北岛

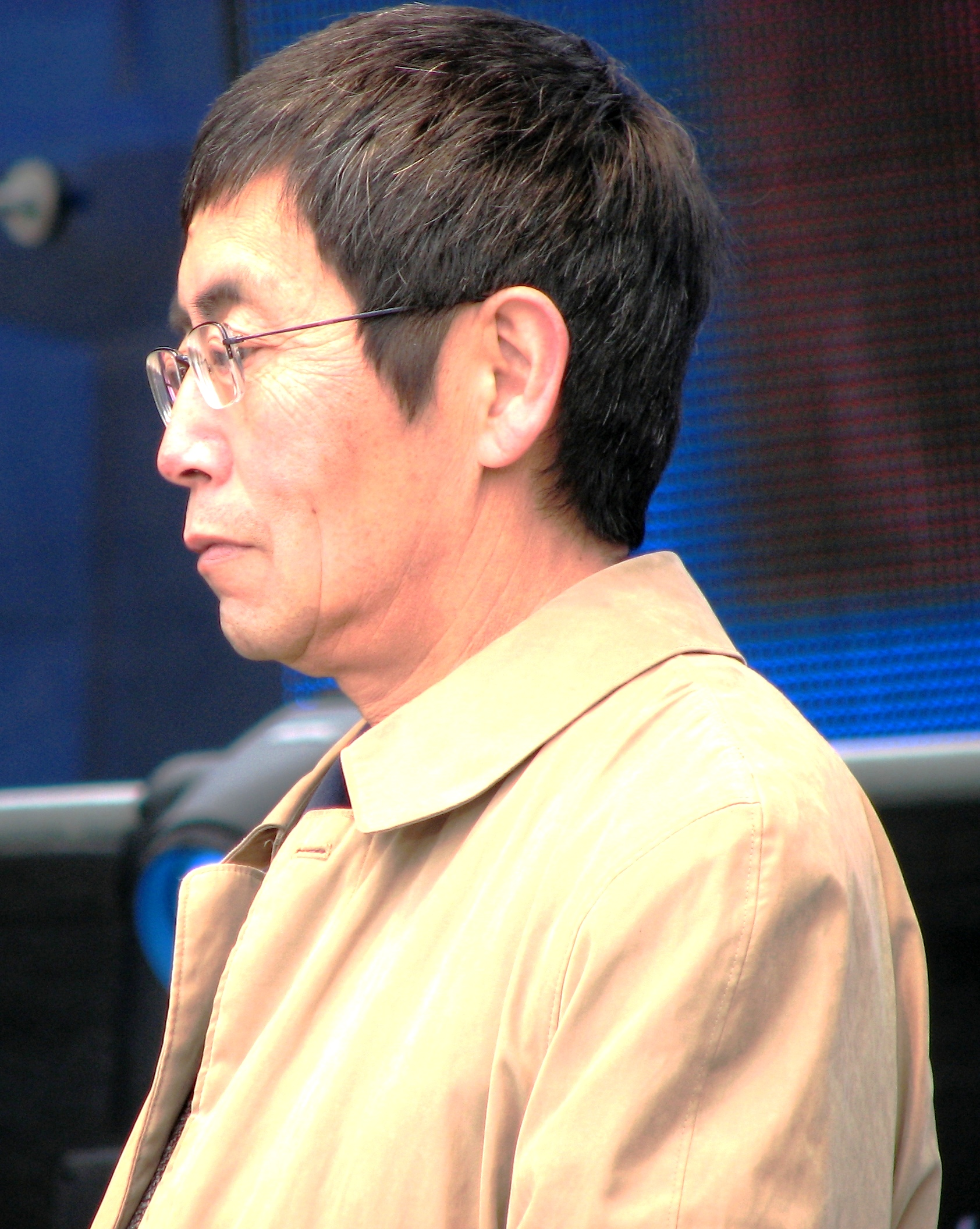
北岛在塔林(2010年)

北島，原名赵振开。北岛的诗歌反映了从迷惘到觉醒的一代青年的心声，十年动乱的荒诞现实，造成了诗人独特的“冷抒情”的方式——出奇的冷静和深刻的思辨性。他在作品里观察人的价值的全面崩溃、人性的扭曲和异化。北岛诗歌的显著特征,在于清醒的思辨与直觉思维产生的隐喻、象征意象相结合。北島創作於1976年天安门“四五运动”期间的短詩《回答》，是第一首公開發表的「朦朧詩」作品。《回答》刊載在1979年3月號《詩刊》上，其中的“卑鄙是卑鄙者的通行证，高尚是高尚者的墓志铭”已经成为中国新诗名句。

#### 舒婷
舒婷，原名龚佩瑜。其诗集《双桅船》是朦胧诗的代表作品。舒婷崛起于20世纪70年代末的中国诗坛，风格却迥异于同时代的北岛、顾城、梁小斌等人，同时在中国诗坛上掀起了一股“朦胧诗”大潮。
舒婷诗歌意象明丽、思维缜密，特有女性的细腻和敏感。如她对爱的细腻感受，以及对人生的苦难的体悟，充盈着浪漫主义和理想色彩，对祖国、对人生、对爱情、对土地的爱，既温馨平和又潜动着激情。她的诗擅长运用比喻、象征、联想等艺术手法表达内心感受，在朦胧的氛围中流露出理性的思考，朦胧而不晦涩，是浪漫主义和现代主义风格相结合的产物。
《致橡树》是舒婷亦是朦胧诗的代表作。

#### 顾城
顾城，作家顾工之子，朦胧诗主要代表人物。顾城在文革前即开始诗歌创作，早期的诗歌有孩子般的纯稚风格、梦幻情绪，用直觉和印象式的语句来咏唱童话般的少年生活。其诗作《一代人》中的一句“黑夜给了我黑色的眼睛／我却用它寻找光明”成为中国新诗的经典名句。

### 后期诗人

#### 海子
海子，原名查海生。海子1982年开始进行诗歌创作，曾获北京大学第一届艺术节五四文学大奖特别奖、第三届十月文学奖荣誉奖。从1993年起，北大每年举行诗歌节，以纪念海子。他常被引用的诗句是“面朝大海，春暖花开”。《面朝大海，春暖花开》是被人们传诵得最多的诗篇，同时也是被人们误读得最多的一首诗。此诗被中国大陆人教版高中语文课本收录。

#### 西川
西川，本名刘军。从1980年代开始从事诗歌创作，曾参加《倾向》、《现代汉诗》等职诗歌刊物的编辑工作。西川是知识分子写作诗群的代表人之一，其作品对中国当代诗歌的发展有重要影响。西川师承卡夫卡、博尔赫斯的现代文学传统，其诗歌诗宽容、开放、具有散文化倾向。他的寓言故事形式及箴言经文的语句形成了向纯粹古典的回归与审美自主的精神和写作原创的理念。西川对海子诗歌的传播亦有重要贡献。

## 各方评价
朦胧诗作为一种新诗潮，一开始便呈现出迥异于中国新诗传统的美学原则，其核心精神就是在“文革”专制主义下迷失、绝望而痛苦的一代对人的反思，对人的自我价值的现代确认，对人性复归的呼唤，对人的心灵自由与解放的追求。作为一种审美追求，他们既致力于自我抒情，也致力于社会抒情，但最终是让二者统一在人的责任感与历史使命感上。
朦胧诗人在强烈的自我意绪中显示着介入社会生活、为民族立言的抒情积极性。他们由于有文革十年的社会动荡经历和上山下乡的个人遭际，因此总是倾向于把自己的命运和民族的劫难结合起来审视生活。时代氛围的明暗变化，促使这批年轻人感悟到必须从个性独立与人性解放、人道平等的角度契入社会政治生活，以此去把握诗歌的真实世界。
朦胧诗持续时间并不长久，在第三代诗群兴起后，朦胧诗开始走向衰落。而随着第三代诗人的诸多变故，80年代的新诗潮也结束了自己的历史使命。

## 相关链接
- 中国诗歌库
- 中国诗歌史 （页面存档备份，存于）
- 今天官方网站 （页面存档备份，存于）